# Клан Анструтер
Анструтер (англ. Anstruther) — один из кланов равнинной части Шотландии.

## История клана
В начале XII века король Александр I даровал земли в окрестностях Анструтера (область Файф) норманну Вильгельму де Кандела, потомку итальянской дворянской фамилии. Эта семья оказывала помощь Вильгельму Завоевателю — в частности известно, что Вильгельм, граф Кандела из Апулии, отправил ко двору норманнского герцога своего сына или внука, который вероятно и был тем самым Вильгельмом, получившим земельные наделы от шотландского короля.
Сын Вильгельма де Кандела, которого также звали Вильгельмом, был покровителем цистерцианского аббатства Балмерино. Его сын Генри продолжил дело отца, кроме того известно, что именно он сменил фамилию предков на Анструтер. В грамоте, которая свитедельствовала о передаче средств аббатству Балмерино, есть подтверждающая этот факт запись — Henricus de Aynstrother dominus ejusdem. Его сын, Генри, принимал участие в крестовых походах, которые предпринимал король Франции Людовик Святой. В 1292 и 1296 годах Генри Анструтер был вынужден дважды присягать на верность королю Англии Эдуарду Длинноногому.

### XV - XVI век
В 1483 году Эндрю Анструтер из Анструтера получил баронский титул, а 9 сентября 1513 года сражался бок о бок с другими шотландскими дворянами в битве при Флоддене. Затем он женился на Кристине Сэндилэндс, которая была потомком сэра Джеймса Сэндилэндса из Калдера и принцессы Жанны, дочери короля Роберта II. Младший сын Кристины и Эндрю принимал участие в битве при Павии в 1525 году на службе Франциска I во французском шотландском полку. Эта линия закончилась смертью последнего барона д'Анструда в 1928 году. Праправнук Эндрю, сэр Джеймс Анструтер, был выбран в качестве компаньона для Джеймса VI из Шотландии, который назначил его «Наследным великим резчиком», титул, который принадлежит главе семьи до сих пор.

### XVII век, гражданская война
Вильям, старший сын сэра Джеймса Анструтера, сопровождал сэра Джеймса в Лондон после Союза Корон в 1603 году, где он стал Рыцарем Ордена Баф. Второй сын сэра Джеймса, сэр Роберт, служил дипломатом Джеймса I и Чарльза I.
Сэр Филипп Анструтер, второй сын сэра Роберта, воевал на стороне роялистов во время гражданской войны. В 1651 году Филипп Анструтер был взят в плен после битвы при Вустере. Он не был включен в закон о благодати Кромвеля и его имущество было конфисковано до восстановления монархии Карлом II. Брат Филиппа, сэр Александр Анструтер женился на Хон Жан Лесли, дочери генерала Дэвида Лесли, барона Ньюарк.

## Глава клана
Главой клана Анструтер является Тобиас Александр Кэмпбелл Анструтер, младший сын сэра Яна Анструтер.

## Замки клана
- Клановым замком является замок Балкаски в Файфе, который был построен в 1670 году сэром Уильямом Брюсом[2].
- Дом Эйрдри
- Замок Ньюарк в Файфе[2].